# フラジャイル (デッド・オア・アライヴのアルバム)
『フラジャイル』（Fragile）は、デッド・オア・アライヴが2000年にリリースした7枚目のスタジオ・アルバム。
過去のヒット曲の再録と新曲とで構成されている。リリース当初は日本のみの発売。

## 収録曲
| #   | タイトル                                                           | 作詞 | 作曲・編曲 |
| --- | ------------------------------------------------------------------ | ---- | ---------- |
| 1.  | 「ヒット・アンド・ラン・ラヴァー」                                 |      |            |
| 2.  | 「ターン・アラウンド・アンド・カウント・2・テン」                  |      |            |
| 3.  | 「サムシング・イン・マイ・ハウス」                                 |      |            |
| 4.  | 「イーヴン・ベター・ザン・ザ・リアル・シング 2000」                |      |            |
| 5.  | 「アイ・パラライズ」                                               |      |            |
| 6.  | 「イズント・イット・ア・ピティ」                                   |      |            |
| 7.  | 「ユー・スピン・ミー・ラウンド（ライク・ア・レコード）」           |      |            |
| 8.  | 「ジャスト・ホワット・アイ・オールウェイズ・ウォンテッド」         |      |            |
| 9.  | 「マイ・ハート・ゴーズ・バン」                                     |      |            |
| 10. | 「ラヴァー・カム・バック・トゥ・ミー」                             |      |            |
| 11. | 「アイ・プロミスト・マイセルフ」                                   |      |            |
| 12. | 「ブルー・クリスマス 2000」                                        |      |            |
| 13. | 「ヒット・アンド・ラン・ラヴァー（ボーナス・ヒット・リミックス）」 |      |            |

## チャート成績
| チャート（2000年）       | 最高順位 |
| ------------------------ | -------- |
| 日本（オリコンチャート） | 45       |